# موتور آسا بامری
موتور آسا بامری یک منطقهٔ مسکونی در ایران است که در دهستان جلگه چاه هاشم واقع شده‌است.